# Bahnhof Calella
Der Bahnhof Calella ist der Bahnhof der Stadt Calella an der Costa del Maresme in Spanien. Er befindet sich in Eigentum der Infrastrukturbehörde Administrador de Infraestructuras Ferroviarias (Adif) und wird von Nah- und Fernverkehrszügen der RENFE bedient.

## Geschichte
Der Bahnhof wurde 1859 zeitgleich mit dem Abschnitt Arenys de Mar–Tordera der Bahnstrecke Barcelona–Mataró–Maçanet-Massanes in Betrieb genommen. 1992 wurde er saniert. Bis 2018 wird die eingleisige Strecke zwischen Arenys de Mar und Blanes auf Doppelspur ausgebaut. Von Januar 2014 bis April 2015 war der Bahnhof ans spanische Fernverkehrsnetz angeschlossen.

## Verkehr

### Fernverkehr
Seit dem 8. Januar 2014 verkehrte der Nachtzug Estrella Costa Brava einmal pro Woche von Madrid Chamartín über Bahnhof Madrid Atocha, Sants, Girona und Figueres nach Cerbère und ebenso häufig ab Portbou zurück nach Madrid Chamartín und hielt dabei in Calella. Die Verbindung wurde im April 2015 eingestellt.

### Regionalverkehr
Rodalies Barcelona
Der Bahnhof ist ans Netz der Rodalies Barcelona angeschlossen. Halbstündlich verkehren Züge der Linie R1 über Mataró und Barcelona-Sants nach L’Hospitalet de Llobregat. Jeder zweite Zug wendet in Calella, der andere verkehrt weiter nach Blanes oder Maçanet–Massanes. Der westliche Endpunkt der R1, Molins de Rei, wird mit nur zwei täglichen Fahrten zur morgendlichen Hauptverkehrszeit umsteigefrei erreicht.
Rodalies Girona
Mit einem Zuglauf L’Hospitalet de Llobregat–Figueres via Calella bietet die RENFE seit 24. März 2014 eine Direktverbindung der Bahnhöfe an der Costa Maresme nach Figueres an. Dadurch werden die Orte an den AVE-Bahnhof Girona angebunden und es entfällt der Umstieg in Maçanet-Massanes, sodass die Regionalexpresszüge Barcelona–Granollers–Cerbère/Portbou entlastet werden. Diese Züge verkehren im Zweistundentakt und sind zwischen Maçanet–Massanes und L'Hospitalet in den R1-Takt integriert.